# Hugo Hamilton (jurist)
Hugo Alexander Henning Hamilton, född den 4 juli 1874 i Husaby församling, Skaraborgs län, död den 3 september 1952 i Stockholm, var en svensk greve och jurist. Han var son till Gustaf Hamilton och far till Carl Hamilton.
Hamilton avlade juris utriusque kandidatexamen vid Lunds universitet 1898. Han blev fiskal i Hovrätten över Skåne och Blekinge 1905, assessor där 1906, tillförordnad revisionssekreterare 1906, hovrättsråd 1909, ordinarie revisionssekreterare 1911, häradshövding i Västra Närkes domsaga 1914 och tillförordnad vattenrättsdomare i Söderbygdens vattendomstol 1918. Hamilton var ordinarie vattenrättsdomare 1933–1941. Han var ledamot av direktionen över Danviks hospital från 1926. Hamilton blev riddare av Nordstjärneorden 1912, kommendör av andra klassen av sistnämnda orden 1926 och kommendör av första klassen 1941. Han vilar på Norra begravningsplatsen utanför Stockholm.